# الکوتی
الکوتی (به انگلیسی: Alkuti) یک منطقهٔ مسکونی در هند است که در مهاراشترا واقع شده‌است.

## خصوصیات
الکوتی ۵٬۵۸۹ نفر جمعیت دارد و ۶۵۴ متر بالاتر از سطح دریا واقع شده‌است.